# Football Manager 2017
Football Manager 2017 (également appelé FM 2017) est un jeu vidéo de gestion sportive de football édité par Sega et développé par Sports Interactive, dont la sortie est prévue le 4 novembre 2016 sur Windows, Mac OS X, Linux, Android et IOS. Il fait partie de la franchise Football Manager.

## Système de jeu
Football Manager 2017 est un jeu de simulation sportive. Cet opus reprend les deux modes introduits dans FM 2016, que sont le mode Fantaisie, dans lequel plusieurs joueurs peuvent jouer ensemble et Create-A-club où les joueurs peuvent créer leur propre club avec des maillots, logos, stades et budget personnalisé.